# グレアム・アレクサンダー
グレアム・アレクサンダー（Graham Alexander, 1971年10月10日 - ）は、イングランド出身、スコットランド代表の元サッカー選手。最も得意とするポジションは右サイドバックであるが、守備的ミッドフィールダーも務めることが出来る。プレミアリーグ史上3番目の高年齢でゴールを記録している選手である（2009-10シーズン現在）。ペナルティーキックのスペシャリストとして知られており、所属するクラブでもキッカーを務めた。

## クラブ経歴
アレクサンダーのキャリアは1980年代後半にスカンソープ・ユナイテッドのユースチームで始まった。1991年4月27日に行われた試合でマーク・ハインと交代で出場し、トップチームデビューを飾り、同年にプロ契約を結んだ。1991-92シーズンにスカンソープで右サイドバックのポジションを掴み、100,000ポンドでルートン・タウンに移籍するまで200試合以上に出場した。ルートンでも在籍4年間でスカンソープ時代と同様の活躍を見せた。
1999年、バーンリーとプレストン・ノース・エンドが獲得に乗り出したが、アレクサンダーはプレストンに移籍することを選択した。ディープデイルでレギュラーとしての地位を確立し、キャプテンを務め、PKキッカーを任されるまでになった。アレクサンダーはキャリアを通して大きな怪我を負うことはなかったが、2001-01シーズンのウルヴァーハンプトン・ワンダラーズ戦で肋骨を骨折し、数週間チームを離脱した。プレストンでの8年間で400試合に出場し、400試合目となったのは2007年8月25日に行われたコルチェスター・ユナイテッド戦であった。2004-05シーズンには、チャンピオンシップのベストイレブンに選出されている。
2007年の夏には複数のクラブがアレクサンダーに興味を示し、クリスタル・パレスからは50,000ポンドのオファーが届いたが、プレストンはそれを拒否し以下のような声明を発表した。

「彼はキャプテンであり、チームに不可欠な選手だ。我々が放出を認めない限り、選手がクラブを去ることはない。」

2007年8月29日、9年前に獲得に乗り出したライバルクラブであるバーンリーへの移籍が発表された。アレクサンダーが移籍を選択した理由は、プレストンが複数年の契約を認めなかったことであるとされ、バーンリーは2年間の契約を提示し、選手がそれを受け入れたので、200,000ポンドでターフ・ムーアへ移籍することになったのであった。プレストンの会長であるデレク・ショウはアレクサンダーを失いたくはなかったとして以下のように述べた。

「我々はグレアムは特に放出したくはなかったが、ディープデイルでは1年間の契約を結んでいるだけなのに対し、バーンリーはそれより魅力的な2年間の契約を提示した。我々はグレアムに新たな契約を提示する用意があったし、彼はそれに値する選手だ。」

200,000ポンドの移籍金は2007年の夏に100,000ポンド、2008年の夏に100,000ポンドと分割で支払われた。
2009年6月29日、バーンリーと新たに1年間の契約を結び、8月15日には最年長でプレミアリーグデビューを果たした選手となった。2009年9月19日に行われ、3-1で勝利したサンダーランド戦でPKからプレミアリーグ初ゴールを記録した。2009年12月16日に行われたアーセナル戦で1-1となる同点ゴールを決め、リーグ戦通算100ゴールを達成した。
2012年4月28日のチャールトン・アスレティック戦で84分にマックス・エーマーと交代して出場し、この試合が現役最後の試合となった。

## 代表経歴
アレクサンダーはイングランド出身であるが、父親の出身地であるスコットランド代表でプレイすることを選んだ。初めて代表に招集される以前にアレクサンダーは、「正直に言うと、私にはサッカーを始めてから、プレミアリーグとスコットランド代表でプレイするという2つの目標がある。私にはスコットランドに支えられて育ったという思いがある。」と、述べていた。その願いは2002年4月17日にピットドリー・スタジアムで行われたナイジェリア代表との親善試合で叶えられることになった。1-0でフランス代表に勝利した試合で25キャップ目を記録し、2006年には毎年日本で開催されているキリンカップでブルガリア代表に5-1、日本代表とは0-0で引き分け、タイトルを獲得した。

## 個人成績
2010年4月11日現在の記録 
| シーズン | 所属クラブ                 | 所属リーグ         | リーグ1 | リーグ1 | FAカップ | FAカップ | リーグカップ | リーグカップ | シーズン通算成績 | シーズン通算成績 |
| シーズン | 所属クラブ                 | 所属リーグ         | 出場    | 得点    | 出場     | 得点     | 出場         | 得点         | 出場             | 得点             |
| -------- | -------------------------- | ------------------ | ------- | ------- | -------- | -------- | ------------ | ------------ | ---------------- | ---------------- |
| 1990–91  | スカンソープ・ユナイテッド | ディヴィジョン4    | 1       | 0       | -        | -        | -            | -            | 1                | 0                |
| 1991–92  | スカンソープ・ユナイテッド | ディヴィジョン4    | 36      | 5       | 2        | 0        | 4            | 1            | 42               | 6                |
| 1992–93  | スカンソープ・ユナイテッド | ディヴィジョン32   | 41      | 5       | 2        | 0        | 4            | 0            | 47               | 5                |
| 1993–94  | スカンソープ・ユナイテッド | ディヴィジョン32   | 41      | 4       | 4        | 0        | 2            | 1            | 47               | 5                |
| 1994–95  | スカンソープ・ユナイテッド | ディヴィジョン32   | 40      | 4       | 4        | 1        | 2            | 0            | 46               | 5                |
| 1995–96  | ルートン・タウン           | ディヴィジョン1    | 37      | 1       | 1        | 0        | 2            | 0            | 40               | 1                |
| 1996–97  | ルートン・タウン           | ディヴィジョン2    | 45      | 2       | 4        | 0        | 6            | 0            | 55               | 2                |
| 1997–98  | ルートン・タウン           | ディヴィジョン2    | 39      | 8       | 1        | 0        | 2            | 0            | 42               | 8                |
| 1998–99  | ルートン・タウン           | ディヴィジョン2    | 29      | 4       | 2        | 0        | 7            | 2            | 38               | 6                |
| 1998–99  | プレストン・ノース・エンド | ディヴィジョン2    | 10      | 0       | -        | -        | -            | -            | 10               | 0                |
| 1999–00  | プレストン・ノース・エンド | ディヴィジョン2    | 46      | 6       | 6        | 3        | 5            | 1            | 57               | 10               |
| 2000–01  | プレストン・ノース・エンド | ディヴィジョン1    | 34      | 5       | -        | -        | 4            | 2            | 38               | 7                |
| 2001–02  | プレストン・ノース・エンド | ディヴィジョン1    | 45      | 6       | 3        | 1        | 2            | 0            | 50               | 7                |
| 2002–03  | プレストン・ノース・エンド | ディヴィジョン1    | 45      | 10      | 1        | 0        | 4            | 1            | 50               | 11               |
| 2003–04  | プレストン・ノース・エンド | ディヴィジョン1    | 45      | 9       | 3        | 0        | 1            | 0            | 49               | 9                |
| 2004–05  | プレストン・ノース・エンド | チャンピオンシップ | 42      | 7       | 1        | 0        | 3            | 1            | 46               | 8                |
| 2005–06  | プレストン・ノース・エンド | チャンピオンシップ | 40      | 3       | 2        | 1        | 1            | 1            | 43               | 5                |
| 2006–07  | プレストン・ノース・エンド | チャンピオンシップ | 42      | 6       | 3        | 0        | -            | -            | 45               | 6                |
| 2007–08  | プレストン・ノース・エンド | チャンピオンシップ | 3       | 0       | -        | -        | -            | -            | 3                | 0                |
| 2007–08  | バーンリー                 | チャンピオンシップ | 43      | 1       | 1        | 0        | 1            | 0            | 45               | 1                |
| 2008–09  | バーンリー                 | チャンピオンシップ | 49      | 10      | 5        | 1        | 7            | 0            | 61               | 11               |
| 2009–10  | バーンリー                 | プレミアリーグ     | 29      | 7       | 2        | 1        | 0            | 0            | 31               | 8                |

1 リーグ戦の出場試合数にはプレイオフも含む。
2 プレミアリーグが創設されフットボールリーグも改編された。

### 代表キャップ
| キャップ数 | 開催日         | 開催地                                                        | 対戦国           | 結果 | 大会                        | 得点 | 開催国         |
| ---------- | -------------- | ------------------------------------------------------------- | ---------------- | ---- | --------------------------- | ---- | -------------- |
| 01         | 2002年4月17日  | ピットドリー・スタジアム、アバディーン                        | ナイジェリア     | 1–2  | 親善試合                    | 0    | スコットランド |
| 02         | 2002年5月16日  | 釜山アジアード競技場、釜山広域市                              | 韓国             | 1–4  | 親善試合                    | 0    | 大韓民国       |
| 03         | 2002年5月20日  | 香港スタジアム、香港                                          | 南アフリカ共和国 | 0–2  | 香港返還5周年記念大会       | 0    | 香港           |
| 04         | 2002年5月23日  | 香港スタジアム、香港                                          | 香港             | 4–0  | 香港返還5周年記念大会       | 0    | 香港           |
| 05         | 2002年8月21日  | ハムデン・パーク、グラスゴー                                  | デンマーク       | 0–1  | 親善試合                    | 0    | スコットランド |
| 06         | 2002年9月07日  | スヴァンガスカロ、トフティル                                  | フェロー諸島     | 2–2  | UEFA EURO2004予選           | 0    | フェロー諸島   |
| 07         | 2002年10月15日 | イースター・ロード、エディンバラ                              | カナダ           | 0–1  | 親善試合                    | 0    | スコットランド |
| 08         | 2002年11月20日 | エスタディオ・ムニシパル・デ・ブラガ、ブラガ                  | ポルトガル       | 0–2  | 親善試合                    | 0    | ポルトガル     |
| 09         | 2003年2月12日  | ハムデン・パーク、グラスゴー                                  | アイルランド     | 0–2  | 親善試合                    | 0    | スコットランド |
| 10         | 2003年3月29日  | ハムデン・パーク、グラスゴー                                  | アイスランド     | 2–1  | UEFA EURO2004予選           | 0    | スコットランド |
| 11         | 2003年4月2日   | テポナス・ダリュス & スタシス・ギレナス・スタジアム、カウナス | リトアニア       | 0–1  | UEFA EURO2004予選           | 0    | リトアニア     |
| 12         | 2003年5月27日  | タインカッスル・スタジアム、エディンバラ                      | ニュージーランド | 1–1  | 親善試合                    | 0    | スコットランド |
| 13         | 2003年10月11日 | ハムデン・パーク、グラスゴー                                  | リトアニア       | 1–0  | UEFA EURO2004予選           | 0    | スコットランド |
| 14         | 2004年3月31日  | ハムデン・パーク、グラスゴー                                  | ルーマニア       | 1–2  | 親善試合                    | 0    | スコットランド |
| 15         | 2005年6月4日   | ハムデン・パーク、グラスゴー                                  | モルドバ         | 2–0  | 2006 FIFAワールドカップ予選 | 0    | スコットランド |
| 16         | 2005年6月8日   | ディナモ・スタジアム、ミンスク                                | ベラルーシ       | 0–0  | 2006 FIFAワールドカップ予選 | 0    | ベラルーシ     |
| 17         | 2005年8月17日  | アーノルド・シュワルツェネッガー・シュターディオン、グラーツ  | オーストリア     | 2–2  | 親善試合                    | 0    | オーストリア   |
| 18         | 2005年9月3日   | ハムデン・パーク、グラスゴー                                  | イタリア         | 1–1  | 2006 FIFAワールドカップ予選 | 0    | スコットランド |
| 19         | 2005年9月7日   | ウレヴァール・スタディオン、オスロ                            | ノルウェー       | 2–1  | 2006 FIFAワールドカップ予選 | 0    | ノルウェー     |
| 20         | 2005年10月8日  | ハムデン・パーク、グラスゴー                                  | ベラルーシ       | 0–1  | 2006 FIFAワールドカップ予選 | 0    | スコットランド |
| 21         | 2005年10月12日 | アレナ・ペトロール、ツェリェ                                  | スロベニア       | 3-0  | 2006 FIFAワールドカップ予選 | 0    | スロベニア     |
| 22         | 2005年11月12日 | ハムデン・パーク、グラスゴー                                  | アメリカ合衆国   | 1–1  | 親善試合                    | 0    | スコットランド |
| 23         | 2006年3月1日   | ハムデン・パーク、グラスゴー                                  | スイス           | 1–3  | 親善試合                    | 0    | スコットランド |
| 24         | 2006年9月6日   | テポナス・ダリュス & スタシス・ギレナス・スタジアム、カウナス | リトアニア       | 1–2  | UEFA EURO2008予選           | 0    | リトアニア     |
| 25         | 2006年10月7日  | ハムデン・パーク、グラスゴー                                  | フランス         | 1–0  | UEFA EURO2008予選           | 0    | スコットランド |
| 26         | 2006年10月11日 | オリンピスキ・スタジアム、キエフ                              | ウクライナ       | 0–2  | UEFA EURO2008予選           | 0    | ウクライナ     |
| 27         | 2007年3月24日  | ハムデン・パーク、グラスゴー                                  | ジョージア       | 2–1  | UEFA EURO2008予選           | 0    | スコットランド |
| 28         | 2007年3月28日  | スタディオ・サン・ニコラ、バーリ                              | イタリア         | 0–2  | UEFA EURO2008予選           | 0    | イタリア       |
| 29         | 2007年5月30日  | ゲルハルト・ハナッピ・シュターディオン、ウィーン              | オーストリア     | 1–0  | 親善試合                    | 0    | オーストリア   |
| 30         | 2007年6月6日   | スヴァンガスカロ、トフティル                                  | フェロー諸島     | 2–0  | UEFA EURO2008予選           | 0    | フェロー諸島   |
| 31         | 2007年9月12日  | パルク・デ・プランス、パリ                                    | フランス         | 1–0  | UEFA EURO2008予選           | 0    | フランス       |
| 32         | 2007年10月17日 | ボリス・パイチャゼ・スタジアム、トビリシ                      | ジョージア       | 0–2  | UEFA EURO2008予選           | 0    | グルジア       |
| 33         | 2008年3月26日  | ハムデン・パーク、グラスゴー                                  | クロアチア       | 1–1  | 親善試合                    | 0    | スコットランド |
| 34         | 2008年8月20日  | ハムデン・パーク、グラスゴー                                  | 北アイルランド   | 0–0  | 親善試合                    | 0    | スコットランド |
| 35         | 2008年9月6日   | ピリッポス2世アレナ、スコピエ                                 | 北マケドニア     | 0–1  | 2010 FIFAワールドカップ予選 | 0    | マケドニア     |
| 36         | 2008年9月10日  | ラウガーダルスヴェルル、レイキャヴィーク                      | アイスランド     | 2–1  | 2010 FIFAワールドカップ予選 | 0    | アイスランド   |
| 37         | 2008年11月19日 | ハムデン・パーク、グラスゴー                                  | アルゼンチン     | 0–1  | 親善試合                    | 0    | スコットランド |
| 38         | 2009年3月28日  | アムステルダム・アレナ、アムステルダム                        | オランダ         | 0–3  | 2010 FIFAワールドカップ予選 | 0    | オランダ       |
| 39         | 2009年8月12日  | ウレヴァール・スタディオン、オスロ                            | ノルウェー       | 0–4  | 2010 FIFAワールドカップ予選 | 0    | ノルウェー     |
| 40         | 2009年9月5日   | ハムデン・パーク、グラスゴー                                  | 北マケドニア     | 2–0  | 2010 FIFAワールドカップ予選 | 0    | スコットランド |